# Peperomia bracteispica
Peperomia bracteispica är en pepparväxtart som beskrevs av William Trelease. Peperomia bracteispica ingår i släktet peperomior, och familjen pepparväxter. Inga underarter finns listade i Catalogue of Life.